# Brian Mieres
Brian Mieres (Paso de los Libres, Corrientes, Argentina; 28 de julio de 1995) es un futbolista argentino. Juega de lateral derecho. Actualmente juega en Mitre de Santiago del Estero de la Primera B Nacional.

## Trayectoria
Mieres arrancó a jugar al fútbol a los 5 años. Pasó por varios clubes de su ciudad natal como Pumitas, Pamperito y AFIL, entre otros.
Una vez llegado a Buenos Aires, se probó en Argentinos Juniors a mediados del 2007. En enero de 2008 tenía que presentarse a entrenar en la escuelita, pero hubo un problema entre el club y la persona que lo había llevado a probar. Esa persona le ofreció ir a San Lorenzo de Almagro; fue al conjunto de Boedo. Entró en pre-novena e hizo todas las Inferiores allí.
En 2015 conseguiría el título de la división reserva, título que San Lorenzo no conseguía desde 1999. Mieres fue el lateral derecho que más partidos disputó en el título conseguido. 
El 4 de enero de 2016 es citado por el técnico Pablo Guede, para realizar la pretemporada junto con el primer equipo. El 12 de enero disputa su primer partido no oficial como titular en el empate 1-1 frente a Independiente de Avellaneda.

## Estadísticas

### Clubes
| Club                  | Div.                | Temporada           | Liga  | Liga  | Liga   | Copas Nacionales | Copas Nacionales | Copas Nacionales | Torneos Internacionales | Torneos Internacionales | Torneos Internacionales | Total | Total | Total  | Promedio de goles |
| Club                  | Div.                | Temporada           | Part. | Goles | Asist. | Part.            | Goles            | Asist.           | Part.                   | Goles                   | Asist.                  | Part. | Goles | Asist. | Promedio de goles |
| --------------------- | ------------------- | ------------------- | ----- | ----- | ------ | ---------------- | ---------------- | ---------------- | ----------------------- | ----------------------- | ----------------------- | ----- | ----- | ------ | ----------------- |
| San Lorenzo Argentina |                     |                     |       |       |        |                  |                  |                  |                         |                         |                         |       |       |        |                   |
| 1.ª                   | 2016                | 0                   | 0     | 0     | 1      | 0                | 0                | 2                | 0                       | 0                       | 3                       | 0     | 0     | 0,00   |                   |
| Total club            | Total club          | 0                   | 0     | 0     | 1      | 0                | 0                | 2                | 0                       | 0                       | 3                       | 0     | 0     | 0,00   |                   |
| Almagro Argentina     |                     |                     |       |       |        |                  |                  |                  |                         |                         |                         |       |       |        |                   |
| 2.ª                   | 2017/2018           | 24                  | 1     | 0     | 0      | 0                | 0                | 0                | 0                       | 0                       | 24                      | 0     | 0     | 0,00   |                   |
| Total club            | Total club          | 0                   | 0     | 0     | 0      | 0                | 0                | 0                | 0                       | 0                       | 24                      | 1     | 0     | 0,00   |                   |
| Total de su carrera   | Total de su carrera | Total de su carrera | 0     | 0     | 0      | 1                | 0                | 0                | 2                       | 0                       | 0                       | 27    | 1     | 0      | 0,00              |

## Clubes
| Club               | País      | Año         |
| ------------------ | --------- | ----------- |
| San Lorenzo        | Argentina | 2015 - 2017 |
| Almagro (Préstamo) | Argentina | 2017 - 2018 |
| C.A. Mitre         | Argentina | 2018 - 2019 |
| Chacarita Juniors  | Argentina | 2019 -      |